# Paris Bass
Paris Bass (Birmingham, Míchigan, 29 de agosto de 1995) es un baloncestista estadounidense que pertenece a la plantilla de los Zhejiang Golden Bulls de la CBA china. Con 2,03 metros de estatura, juega en la posición de alero. 

## Trayectoria deportiva

### Universidad
Jugó dos temporadas con los Titans de la Universidad de Detroit Misericordia, en las que promedió 14,9 puntos, 6,6 rebotes, 2,0 asistencias, 1,3 robos de balón y 1,2 tapones por partido. En su primera temporada fue elegido novato del año de la Horizon League, y al año siguiente incluido en el mejor quinteto de la conferencia. El 10 de mayo de 2016, Bass fue retirado del programa de Detroit Mercy.

#### Estadísticas en la NCAA
| Año     | Equipo        | PJ | PT | MPP  | %TC  | %3P  | %TL  | RPP | APP | ROB | TPP | PPP  |
| ------- | ------------- | -- | -- | ---- | ---- | ---- | ---- | --- | --- | --- | --- | ---- |
| 2015–16 | Detroit Mercy | 33 | 21 | 25.2 | .456 | .359 | .638 | 5.7 | 1.2 | 1.1 | .1  | 12.4 |
| 2016–17 | Detroit Mercy | 24 | 19 | 29.8 | .465 | .324 | .685 | 8.0 | 2.1 | 1.4 | 1.4 | 18.4 |
| Total   | Total         | 57 | 40 | 27.1 | .461 | .341 | .663 | 6.6 | 2.0 | 1.3 | 1.2 | 14.9 |

### Profesional
Tras no ser elegido en el Draft de la NBA de 2017, firmó con el equipo austriaco de los Traiskirchen Lions, pero no llegó a debutar. En febrero de 2017, Bass firmó con los Erie BayHawks de la NBA D-League. En 15 partidos promedió 3,9 puntos y 2,7 rebotes por partido.
En 2018 jugó en cuatro diferentes equipos dominicanos, para acabar el año jugando dos meses en la liga de Taiwán.
En 2019 volvió a jugar en cuatro equipos de la República Dominicana, CDP Domingo Paulino Santiago of the Santiago League, Club Rafael Barias de la TBS, Jose Horacio Rodriguez de la BSE, y en los Indios de San Francisco de Macorís de la LNB.
El 2020 lo comenzó también en ligas dominicanas, pero en marzo fichó por los Atléticos de San Germán de la BSN de Puerto Rico. En su primera temporada con el equipo promedió 22,1 puntos y 10,6 rebotes por partido, siendo máximo anotador del torneo. El 24 de septiembre fichó por los Cimarrones Caribbean Storm de la Liga Profesional de Baloncesto de Colombia.
En marzo de 2021 regresó de nuevo a la República Dominicana, hasta que en el mes de octubre fichó por los South Bay Lakers de la G League tras una prueba satisfactoria. Fue incluido en el mejor quinteto de la Showcase Cup.
El 31 de diciembre de 2021 firmó un contrato de diez días con los Phoenix Suns, que renovó por otros diez. Al finalizar el mismo regresó a los South Bay Lakers.
El 14 de septiembre de 2022 firmó con Utah Jazz, pero fue cortado dos días después. El 23 de octubre se unió a los Salt Lake City Stars, donde permaneció hasta el 1 de enero de 2023. Luego, el 6 de enero, fue adquirido por los Wisconsin Herd.
El 28 de marzo de 2023, se marcha a Puerto Rico a firmar por Capitanes de Arecibo de la Baloncesto Superior Nacional.
El 4 de julio de 2024 firmó con Zhejiang Golden Bulls de la CBA china.

## Estadísticas de su carrera en la NBA

### Temporada regular
| Año     | Equipo  | PJ | PT | MPP | %TC  | %3P  | %TL   | RPP | APP | ROB | TPP | PPP |
| ------- | ------- | -- | -- | --- | ---- | ---- | ----- | --- | --- | --- | --- | --- |
| 2021-22 | Phoenix | 2  | 0  | 3.5 | .333 | .000 | 1.000 | 2.0 | .0  | .5  | .0  | 3.0 |
| Total   | Total   | 2  | 0  | 3.5 | .333 | .000 | 1.000 | 2.0 | .0  | .5  | .0  | 3.0 |